# Saillie (architecture)
Pour les articles homonymes, voir saillie.

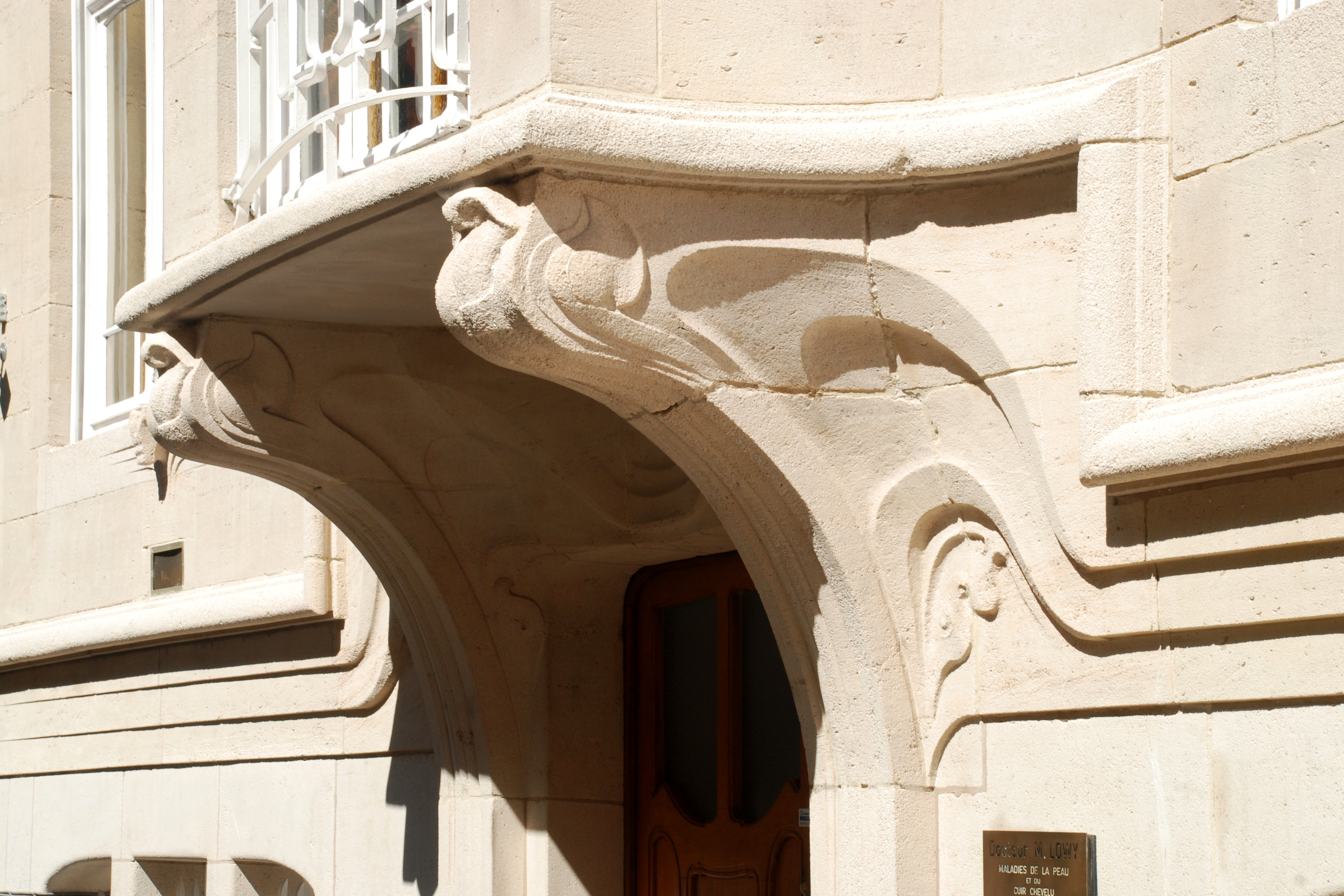
Consoles Art nouveau, Bruxelles.

En architecture et construction, le terme saillie ou saillie d'architecture désigne une avance qu'ont les membres, ornements ou moulures au-delà du « nu » des murs, comme pilastres, chambranles, plinthes, archivoltes, corniches, balcons, appuis.
D'autre part, le nu désigne la surface unie d'après laquelle on détermine ces diverses saillies. Ainsi on dit qu'une corniche a tant de saillie du nu du mur.
On qualifie de « face » un membre plat qui a beaucoup de largeur et peu de saillie : telles sont les bandes d'une architrave, d'un larmier, etc..
On dit « aligner » pour réduire plusieurs corps à une même saillie. Les murs sont alignés lorsqu'en bornoyant les moellons ils paraissent à l'œil sur une même ligne.
Les termes « en surplomb » et « en encorbellement » sont également utilisés en remplacement de « en saillie ».

## Vocabulaire
Éléments d'architecture qui sont typiquement en saillie.
- Arrière-corps : bâtiment qui accompagne un avant-corps et qui a moins de saillie[M 5].
- Attente : on nomme pierres d'attente celles en saillie posées alternativement à l'extrémité d'un mur pour former liaison avec celui qu'on peut bâtir dans la suite[M 6].
- Balcon : saillie construite en pierres qu'on pratique au-devant d'une ou de plusieurs croisées[M 7].
- Bandeau : bande plate et unie faisant saillie sur le nu d'un mur autour d'une baie de porte ou de croisée en forme de chambranle[M 8].
- Bossage : ce qui avance, ce qui fait saillie dans l'architecture, comme les masses brutes réservées pour tailler les chapiteaux des colonnes, les modillons d'entablement, clefs, consoles, cartels, armoiries, saillies en pierre ou en plâtre aux angles des murs de face[M 9].
- Console : ornement en saillie et en forme de « S », qui sert à soutenir le plafond d'une corniche d'entablement ou d'appartement, un appui de croisée, un balcon[M 10].
- Corbeau : assise en saillie taillée en console, qui a plus on moins de hauteur, et qui sert à porter la poutre ou la sablière d'un plancher[M 11].
- Cordon : saillie en pierre carrée ou arrondie en demi-cercle, que l'on pratique dans un mur de revêtement pour les quais ou dans des murs de terrasse[M 11].
- Corniche : en général le couronnement d'un corps par quelque saillie ornée de moulure[M 11].
- Corps : toute partie qui, par sa saillie, excède le nu du mur et prend naissance dès le pied du corps de logis[M 12].
- Empattement : saillie d'un mur de fondement au-delà du nu du mur élevé au-dessus, tant d'un côté que de l'autre[M 13].
- Empaume : saillies conservées sur les parements lors de la taille d'une assise ou d'un tambour de colonne pour en faciliter la pose[M 13].
- Encorbellement : toute saillie qui porte à faux au nu d'un mur, formée par une ou plusieurs pierres posées l'une sur l'autre, et plus saillantes les unes que les autres[M 14].
- Entablement : on appelle ainsi toute saillie qui couronne un ordre d'architecture. Il est composé de trois parties : architrave, frise et corniche. C'est aussi une simple corniche qui termine le haut d'un mur de face sur lequel se fait l'égout du comble[M 14].
- Goutte : petite saillie en forme de petit cône tronqué qu'on fait dans une corniche[M 15].
- Lèvre : saillie qui est à la partie supérieure du tambour d'un chapiteau[M 14].
- Modillon : espèce de console en saillie qui semble soutenir le plafond du larmier d'un entablement ou d'une corniche. On l'emploie aussi sous des appuis de croisée[M 16].
- Moulure : toutes saillies au dehors du nu d'un mur, carrées ou rondes, droites ou courbes, qui servent d'ornements et dont l'assemblage forme les corniches, les impostes, les chambranles, les bases des colonnes des pilastres, etc.[M 17].
- Naissance : endroit où quelque chose commence à paraître, à avoir de la saillie[M 18]. Naissance de voûte, naissance de colonne, etc.
- Oreille : entaille qu'on fait au bout d'un appui de croisée ou d'un seuil pour qu'il entre dans le tableau de la baie et conserve une saillie sur le nu du mur[M 19].
- Porte-à-faux : tout corps qui est en saillie ou par encorbellement, comme les entablements, les balcons, ou qui ne portent pas aplomb sur un fondement ; tel est un trumeau élevé sur le milieu de la portée d'une architrave, d'un poitrail[M 14].
- Recouvrement : saillie d'une pierre, d'une dalle, sur le joint de celle qui est posée à côté[M 20].
- Seuil : pierre qu'on met au bas de la baie d'une porte entre ses embrasements ; si elle est en saillie du mur et plus élevée que le sol, elle prend le nom de marche, soit qu'elle soit seule ou qu'il y en ait deux l'une sur l'autre[M 21].

## Galerie

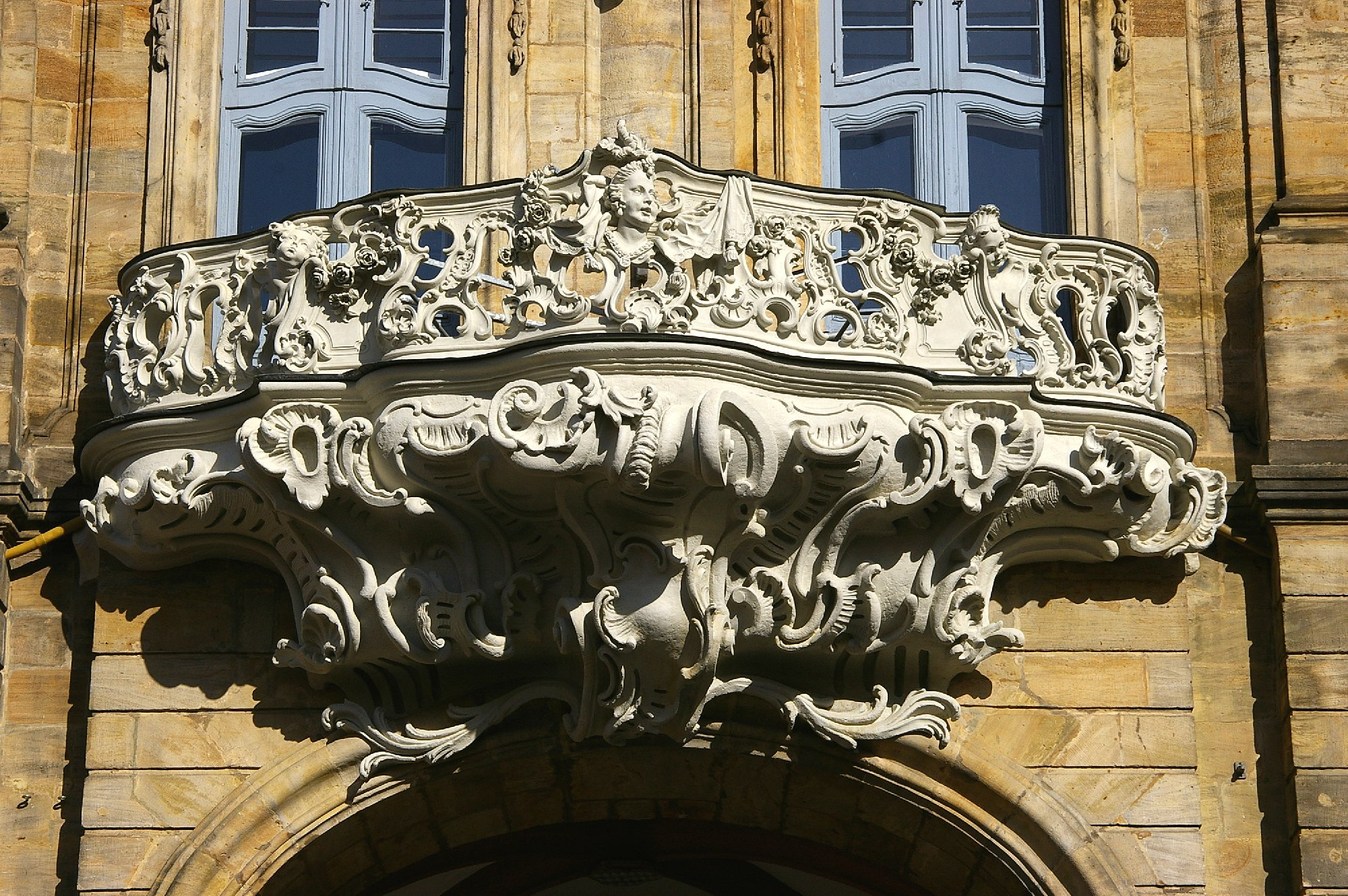
Balcon rococo, Altes Rathaus (Bamberg), 1756.
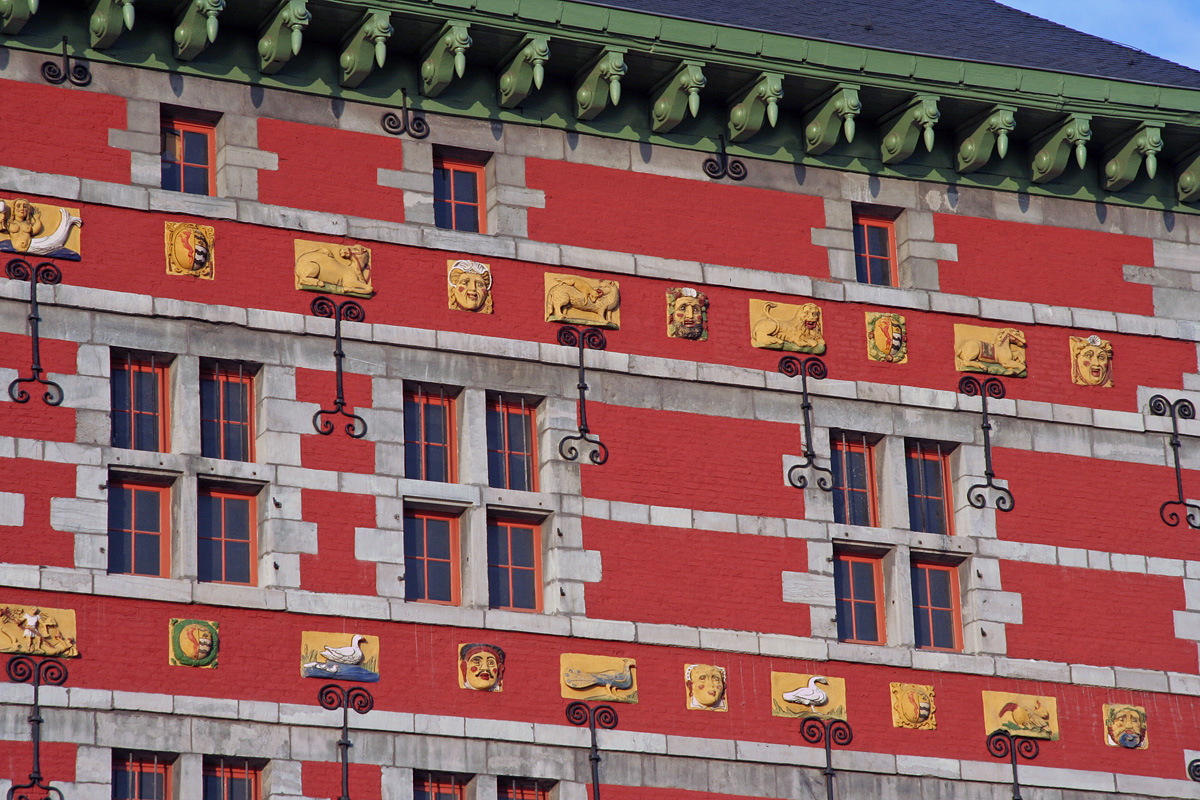
Palais Curtius, Liège, 1600-1610, bandeaux.
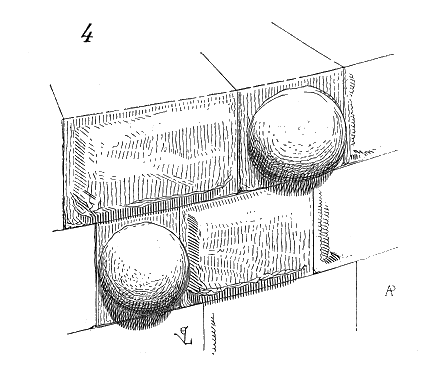
Bossage en demi-sphère.
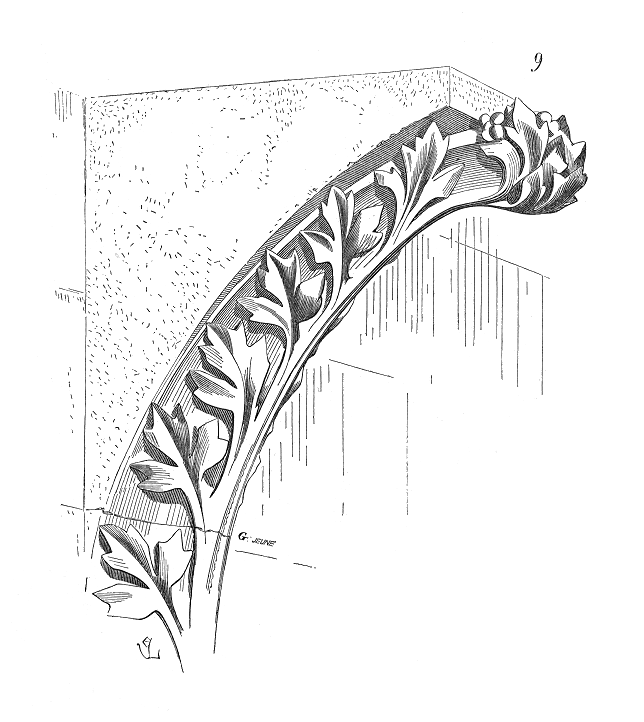
Corbeau, découvert près de la cathédrale de Troyes, Eugène Viollet-le-Duc, 1856.
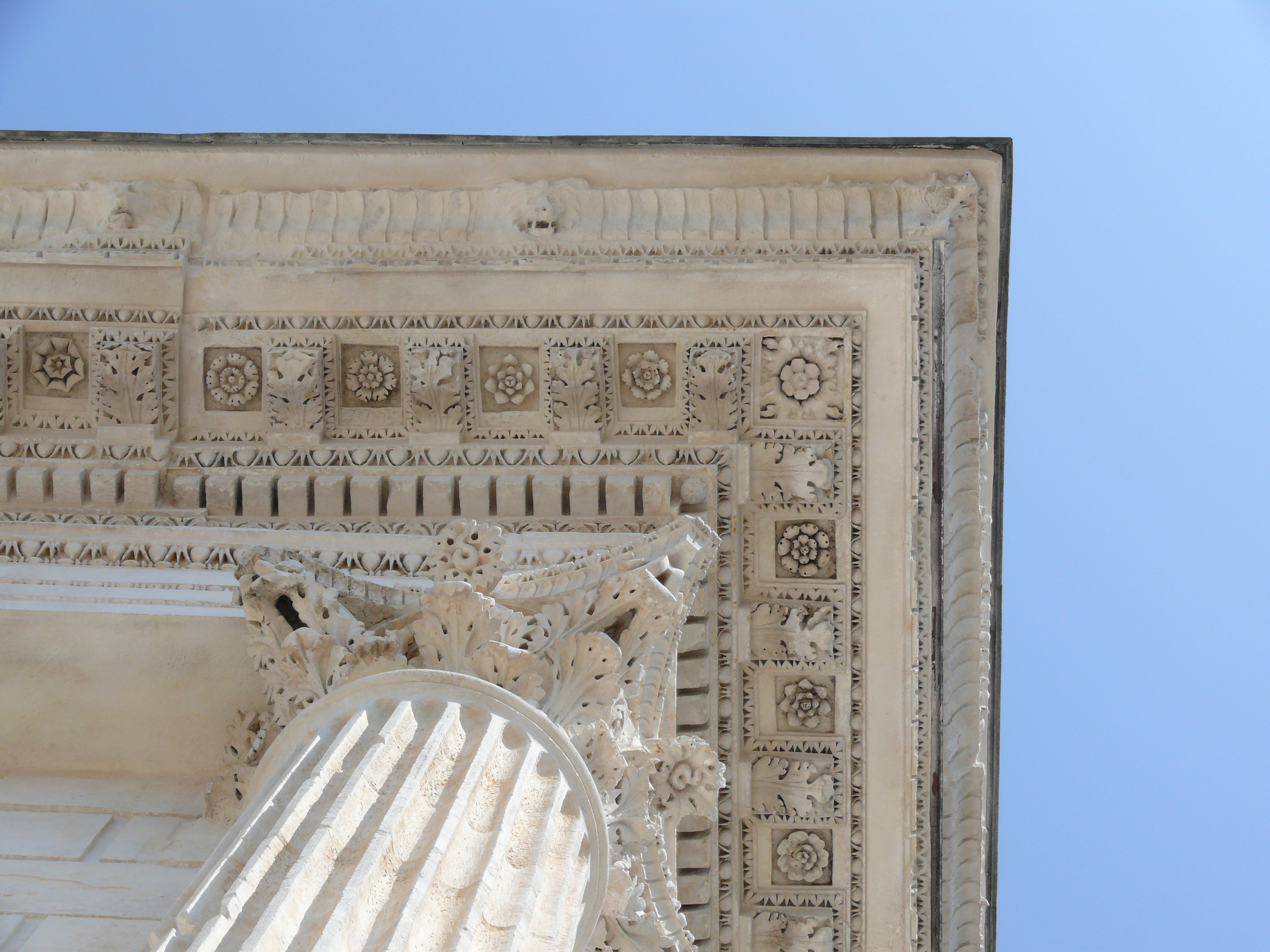
Corniche, Maison Carrée, Nîmes, Ier siècle.
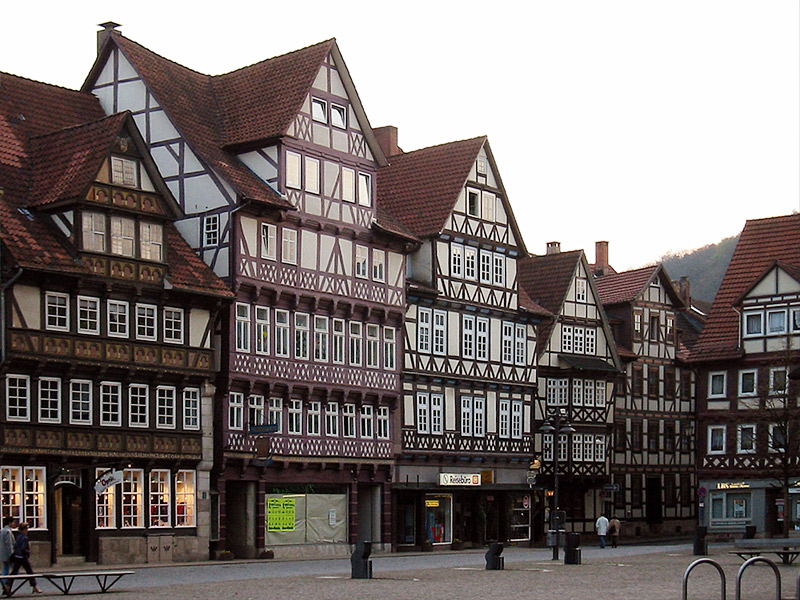
Maisons à encorbellements, dont les étages sont en encorbellement.